# فتس دومینو
آنتوین دومنیکو «فتس» دومینو جی‌آر به انگلیسی: Antoine Dominique "Fats" Domino Jr (زادهٔ ۲۶ فوریه ۱۹۲۸ – درگذشتهٔ ۲۴ اکتبر ۲۰۱۷) پیانیست و خواننده-ترانه‌پرداز راک اند رول اهل ایالات متحده آمریکا بود. او بین سال‌های ۱۹۴۷ تا ۲۰۰۷ میلادی فعالیت می‌کرد و ۳۵ اثرش در ۱۰۰ آهنگ داغ بیلبورد آمریکا جای گرفتند. پنج اثر او بیش از یک میلیون نسخه فروخت و گواهینامه طلا گرفت.
دومینو همچنین برندهٔ جوایزی همچون نشان ملی هنر شده‌است.

## درگذشت
فتس دومینو در ۲۴ اکتبر ۲۰۱۷ (میلادی) در سن ۸۹ سالگی در خانه‌اش در هاروی، لوئیزیانا به دلیل مرگ طبیعی درگذشت.